# 瑠歌
瑠歌（るりか、1987年9月11日 - ）は、日本のタレント・モデル。所属事務所はリアルム。大阪府大阪市出身。

## 人物
- 大阪府に生まれる。
- 両親が共働きだった為、祖母に育てられお婆ちゃん子に育つ。
- 中学高校は大阪の名門校に通う。
- 大学は父親の仕事を手伝う為に福祉の大学に行く。
- 18歳の時から愛犬のリルを飼い、とても可愛がっている。

株式会社リアルムに所属。姉がいる。
- 趣味はペットショップ巡り・メイク・アウトドア・料理・アロマ・旅行
- 特技は、運転・スキューバダイビング・鼻が良い・アロマの資格も取得している。

## 出演番組

### テレビ
- ベリータ（毎日放送）
- せやねん!（毎日放送）
- 炎上base（2009年、関西テレビ）
- ぐるぐるナインティナイン（2010年7月、日本テレビ）
- 究極の味を求めて3（2010年9月 - 、J:COM）
- 第10、11回J:COMフットサルフェスタ（2010年9月 - 、J:COM）
- パチンコ楽園（2010年8月、サンテレビ）
- ビーバップハイヒール（2010年11月、朝日放送）
- 情熱★エンためファクトリー どっキング!!!（2011年2月、関西テレビ）
- 花らふる（2011年4月4日 - 、テレビ大阪） レギュラー
- マルコポロリ（2011年7月、関西テレビ）
- 競馬展望プラス関西編（2012年10月5日 - 、KBS京都） 進行アシスタント

## その他
雑誌
- 関西版ブランドJOY（モデル掲載）
- 大人の愛されヘアカタログ（モデル掲載）
- エスカワ（モデル掲載）
- JJ（モデル掲載）

イベント
- 「エスカワナイト」出演